# 松田政一
松田 政一（まつだ まさいち、1898年11月17日 - 1974年3月8日）は、日本の牧師。岐阜県吉城郡船津町（現在の飛騨市）で生まれた。

## 略歴
出生届は都合で翌年3月に出された。1914年3月25日、船津尋常小学校高等科を卒業した。教師になりたかったが、出生届の遅れから師範学校受験が出来ず、止む無く上京し、昼間は飯田町の機関庫で働き、夜は早稲田工手学校で勉強した。彼の伯母は眞嶋リキであった。彼女は勘当されていたので、松田政一は家族から「東京へ行ったらリキの家に遊びに行っても良い。しかし決してヤソにはなるなよ」と忠告されていた。東京で憩える場所の無い松田は伯母の所、日本同盟基督協会中野協会牧師館へ通うようになり、義理で礼拝にも出席するようになった。
1915年9月上旬に中野協会では多辻春吉の伝道集会があった。集会の終わりに招きがあり、講師の執拗な催促に手を上げさせられてしまったのであった。そして不本意にも祈りを強制され、当初は心穏やかではなかったが、翌日不思議にも悔い改めの祈りを捧げることが出来たのであった。
1915年11月14日に眞嶋慶三郎から受洗し、やがて献身して東洋宣教会聖書学院に通うことになるが、親からは勘当同様に扱われ、自分は結核に冒されてしまった。療養のため新島に移り、献身の確信を得て帰京し、1920年3月に聖書学院を卒業した。7月4日から1年間副牧師として中野教会で奉仕した。
1921年7月から古川教会一年、船津教会三年の牧会を果たした。1924年5月、眞嶋慶三郎の後任として中野教会へ転任した。
1935年、前年末の眞嶋慶三郎の死去を受けて、日本同盟基督協会年会書記となる。1940年、杉本光平の引退にともない、年会議長に就任した。
1941年4月、日本聖化基督教団創立にあたり、同教団理事となる。同年6月、日本基督教団創立にあたり、財務審査委員となる。1948年7月、日本基督教団を離脱した。10月、日本同盟基督教団再建にあたり議長となる。1962年3月、中野教会牧師を辞任し、名誉牧師となる。1966年3月、日本同盟基督教団議長を辞任し、顧問となる。
1974年3月8日、死去した。

## 書籍
「生きる限り主を」